# Nadie (banda)
Nadie es un grupo hispano-chileno de rock, synth pop y de new wave formado en 1985.
A pesar de su corta duración en los años ochenta, dejó un gran aporte a la música chilena. Es mayormente conocido y recordado por algunos de sus éxitos como «Ausencia» y «Creo que te quiero».

## Historia

### Primera etapa (1985–1988)
La voz de dos hermanas fue el eje de Nadie, una de las bandas del "boom pop" de los años '80 en Chile, de trascendencia escasa, apenas un disco, pero sencillos representativos de cierta liviandad de la época. La llegada a Chile de la familia Arbulú desde España determinó el trabajo local del grupo. Shía Arbulú, además, destacó más tarde por ser la primera vocalista de La Ley, antes de la llegada de Beto Cuevas.
Así, y en menos de seis meses, Nadie preparó, grabó y editó Ausencia, su primer y único álbum grabado en diciembre de 1986 y lanzado al mercado en marzo de 1987. Su pop sencillo, animado por los juegos vocales entre Shía, Soli y Chachi, sostenía canciones ideales para la difusión radial, como «Miénteme» y «Ausencia». Fue tanta la difusión de ese álbum, que el grupo consiguió una invitación para presentarse en el Festival de Viña del Mar de 1988, el principal escenario del país durante la época. Previamente, durante 1987, habían grabado un sencillo con dos temas nuevos, «Bailando» (cover de la banda española Alaska y los Pegamoides) y «No me arrepiento» (que incluía la participación en teclados de Andrés Bobe), los cuales se incorporaron en las siguientes ediciones en casete (y más adelante la versión en CD) del álbum.
En paralelo al ascenso de Nadie, Shía había comenzado a trabajar con Andrés Bobe y Rodrigo Aboitz en un proyecto de tecnopop llamado La Ley, y con el cual alcanzó a grabar un primer casete con EMI (La Ley, 1988). Sin embargo, la posibilidad de nuevas grabaciones quedó truncada por la decisión de la familia Arbulú de regresar a España. El grupo se disolvió así a mediados de 1988.
El único de sus integrantes que siguió vinculado a la música fue Armando Figueroa, quien al poco tiempo se integró a Los Morton junto con Max Siegel, guitarrista que había formado parte de una banda anterior a Nadie con Figueroa, Cañas y los hermanos Arbulú.

### Segunda etapa (2013–2018)
En 2013, el grupo volvió a reunirse para participar en La Cumbre del Rock Chileno, edición "Las voces de los 80", logrando juntar a tres de los miembros originales, además de Iván Delgado, quien ya había acompañado al grupo en los 80, Rodrigo "Coti" Aboitiz, e Igor Rodríguez, ambos miembros de Aparato Raro y amigos del grupo.
Tras esta reunión, el grupo fue invitado a regrabar uno de sus mayores éxitos, "Ausencia", para la banda sonora de la película El derechazo de Lalo Prieto. En dicha grabación participaron Soli y Chachi desde Madrid, y José Domingo Cañas, Rodrigo "Coti" Aboitiz y Luciano Rojas, desde Santiago de Chile.
Paralelamente con la salida del sencillo, la banda con la formación actual realizó una corta gira entre noviembre y diciembre de 2013.
En 2014 graban su primer tema original desde los 80, "Insomnia", que sería incluido el extended play Fuimos ángeles, editado de forma independiente en 2015. Ese mismo año graban un cortometraje musical junto al artista chileno Germán Bobe. "Sonido de Nadie" es una producción que incorpora fragmentos de 3 de las nuevas canciones de "Fuimos ángeles", además de una versión de "Ausencia".
El 7 de enero de 2017, participan simbólicamente en el décimo aniversario de La Cumbre del Rock Chileno, esta vez en el Estadio Nacional, en la que Soli además es invitada de Jorge González en el cierre de su último show en vivo.
Una semana después, el 14 de enero de 2017, el grupo actuó en la sala Bal Le Duc, en el que es su último concierto hasta la fecha. El grupo aprovechó este viaje para grabar un videoclip junto a Germán Bobe y al fotógrafo Simón Pedro para un nuevo sencillo de estudio ”Caprichoso Corazón”, que se estrenó en julio de ese mismo año.
En 2018 grabaron una nueva versión de «Ausencia» para la película Tarde Para Morir Joven, de la directora chilena Dominga Sotomayor, que se estrenó en abril de 2019. Ese mismo año, la banda grabó un cover del tema «Brigada de negro» de Los Prisioneros, para el disco tributo a Jorge González, Esta es para hacerte feliz, editado en septiembre de 2019. La banda ha permanecido inactiva desde entonces.

## Integrantes

### Miembros actuales
- Isolina "Soli" Arbulú - voz (1986–1988; 2013–2018)
- Francisco "Chachi" Arbulú - guitarra (1986–1988; 2013–2018)
- Luciano Rojas - bajo (2013–2018)
- José Domingo "Chuma" Cañas - batería (1986-1988; 2013–2018)
- Rodrigo "Coti" Aboitiz - teclados (2013–2018)

### Miembros anteriores
- Lucía "Shía" Arbulú - voz, teclados (1986–1988)
- Armando "Pelao" Figueroa - bajo (1986–1988)
- Iván Delgado (†) - saxo (1988; 2013–2018)

### Músicos invitados
- Rodrigo Gallardo - teclados (1986)
- Glen Trebilcock - teclados (1987; 2017)
- Igor Rodríguez - bajo (2013)

## Discografía

### Álbumes de estudio
- Ausencia (1987, EMI Odeón)

### EP
- Fuimos ángeles (2015, Independiente)
- Ausencia - EP (2019, Independiente)

### Sencillos
- «Bailando» / «No me arrepiento» (1987, EMI Odeón)
- «Caprichoso corazón» (2017, Independiente)
- «Brigada de negro» (2019, Altafonte)

### Compilados
- Rock chileno. Lo mejor de los '80 (1994, EMI Odeón)
- Fuera de control (1999, Warner Chile SA)
- Grandes éxitos. Rock chileno serie 80 (2002, EMI Odeón)
- Antología rock chileno de los 80 (2002, EMI Odeón)
- 50 hits del rock latino de los 80 (2005, EMI Odeón)
- 80. El soundtrack de una generación - DVD + CD (2006, EMI Odeón)
- Tributo a Jorge González "Esta es para hacerte Feliz" - CD triple (2019, Altafonte)